# Квалификације за Светско првенство у фудбалу 2022 — УЕФА група А
Група А европских квалификација за Светско првенство у фудбалу 2022. се састојала од 5 репрезентација: Португал, Србија, Ирска, Луксембург и Азербејџан.
Репрезентација Србије је као првопласирана репрезентација изборила директан пласман на првенство, док је Португал као другопласирана репрезентација отишла у бараж. 

## Табела
| Легенда                                           |
| ------------------------------------------------- |
| Репрезентација која се квалификује у првом кругу  |
| Репрезентација која иде у бараж након првог круга |

| Табела групе А | Табела групе А | Табела групе А | Табела групе А | Табела групе А | Табела групе А | Табела групе А | Табела групе А | Табела групе А | Табела групе А |  |        |             |                 |            |            |  | Домаћи | Домаћи | Домаћи | Домаћи | Домаћи | Домаћи | Домаћи | Гости | Гости | Гости | Гости | Гости | Гости | Гости |
|                | Репрезентација | И              | Д              | Н              | И              | ДГ             | ПГ             | ГР             | Бод.           |  | Србија | Португалија | Република Ирска | Луксембург | Азербејџан |  | И      | Д      | Н      | И      | ДГ     | ПГ     | Бод.   | И     | Д     | Н     | И     | ДГ    | ПГ    | Бод.  |
| 1.             | Србија         | 8              | 6              | 2              | 0              | 18             | 9              | +9             | 20             |  | -      | 2:2         | 3:2             | 4:1        | 3:1        |  | 4      | 3      | 1      | 0      | 12     | 6      | 10     | 4     | 3     | 1     | 0     | 6     | 3     | 10    |
| 2.             | Португал       | 8              | 5              | 2              | 1              | 17             | 6              | +11            | 17             |  | 1:2    | -           | 2:1             | 5:0        | 1:0        |  | 4      | 3      | 0      | 1      | 9      | 3      | 9      | 4     | 2     | 2     | 0     | 8     | 3     | 8     |
| 3.             | Ирска          | 8              | 2              | 3              | 3              | 11             | 8              | +3             | 9              |  | 1:1    | 0:0         | -               | 0:1        | 1:1        |  | 4      | 0      | 3      | 1      | 2      | 3      | 3      | 4     | 2     | 0     | 2     | 9     | 5     | 6     |
| 4.             | Луксембург     | 8              | 3              | 0              | 5              | 8              | 18             | -10            | 9              |  | 0:1    | 1:3         | 0:3             | -          | 2:1        |  | 4      | 1      | 0      | 3      | 3      | 8      | 3      | 4     | 2     | 0     | 2     | 5     | 10    | 6     |
| 5.             | Азербејџан     | 8              | 0              | 1              | 7              | 5              | 18             | -13            | 1              |  | 1:2    | 0:3         | 0:3             | 1:3        | -          |  | 4      | 0      | 0      | 4      | 2      | 11     | 0      | 4     | 0     | 1     | 3     | 3     | 7     | 1     |

## Резултати
| Португал           | 1:0    | Азербејџан |
| ------------------ | ------ | ---------- |
| Медведев 36’ (аг.) | Детаљи |            |

| Србија                           | 3:2    | Ирска                  |
| -------------------------------- | ------ | ---------------------- |
| Влаховић 40’ · Митровић 69’, 75’ | Детаљи | Браун 18’ · Колинс 86’ |

| Ирска | 0:1    | Луксембург   |
| ----- | ------ | ------------ |
|       | Детаљи | Родригез 85’ |

| Србија                    | 2:2    | Португал      |
| ------------------------- | ------ | ------------- |
| Митровић 46’ · Костић 60’ | Детаљи | Жота 11’, 36’ |

| Азербејџан          | 1:2    | Србија            |
| ------------------- | ------ | ----------------- |
| Махмудов 59’ (пен.) | Детаљи | Митровић 16’, 81’ |

| Луксембург   | 1:3    | Португал                                   |
| ------------ | ------ | ------------------------------------------ |
| Родригез 30’ | Детаљи | Жота 45+2’ · Роналдо 51’ · Жоао Палиња 80’ |

| Луксембург                     | 2:1    | Азербејџан   |
| ------------------------------ | ------ | ------------ |
| Пинто 8’ · Родригез 28’ (пен.) | Детаљи | Махмудов 67’ |

| Португал           | 2:1    | Ирска    |
| ------------------ | ------ | -------- |
| Роналдо 89’, 90+6’ | Детаљи | Еган 45’ |

| Ирска    | 1:1    | Азербејџан     |
| -------- | ------ | -------------- |
| Дафи 87’ | Детаљи | Махмудов 45+1’ |

| Србија                                                | 4:1    | Луксембург |
| ----------------------------------------------------- | ------ | ---------- |
| Митровић 22’, 35’ · Шено 82’ (аг.) · Миленковић 90+6’ | Детаљи | Тил 77’    |

| Азербејџан | 0:3    | Португал                               |
| ---------- | ------ | -------------------------------------- |
|            | Детаљи | Б. Силва 26’ · А. Силва 31’ · Жота 75’ |

| Ирска                | 1:1    | Србија               |
| -------------------- | ------ | -------------------- |
| Миленковић 87’ (аг.) | Детаљи | Милинковић-Савић 20’ |

| Азербејџан | 0:3    | Ирска                        |
| ---------- | ------ | ---------------------------- |
|            | Детаљи | Робинсон 7’, 39’ · Огбен 90’ |

| Луксембург | 0:1    | Србија       |
| ---------- | ------ | ------------ |
|            | Детаљи | Влаховић 68’ |

| Португал                                                        | 5:0    | Луксембург |
| --------------------------------------------------------------- | ------ | ---------- |
| Роналдо 8’ (пен.), 13’ (пен.), 87’ · Фернандес 18’ · Паљиња 69’ | Детаљи |            |

| Србија                                      | 3:1    | Азербејџан     |
| ------------------------------------------- | ------ | -------------- |
| Влаховић 30’ (пен.), 53’ · Тадић 83’ (пен.) | Детаљи | Махмудов 45+2’ |

| Азербејџан  | 1:3    | Луксембург                    |
| ----------- | ------ | ----------------------------- |
| Салахли 82’ | Детаљи | Родригез 67’, 90+1’ · Тил 78’ |

| Ирска | 0:0    | Португал |
| ----- | ------ | -------- |
|       | Детаљи |          |

| Луксембург | 0:3    | Ирска                               |
| ---------- | ------ | ----------------------------------- |
|            | Детаљи | Дафи 67’ · Огбен 75’ · Робинсон 88’ |

| Португал  | 1:2    | Србија                   |
| --------- | ------ | ------------------------ |
| Саншес 2’ | Детаљи | Тадић 33’ · Митровић 90’ |

## Пријатељске утакмице групе А
Катар се придружио групи А, и као шеста репрезентација је играла пријатељске утакмице са репрезентацијама из групе А. Пошто се Катар већ квалификовао као домаћин, репрезентације групе А су играле само пријатељске утакмице са Катаром те се нису рачунали бодови са тих утакмица.
| Катар       | 1:0    | Луксембург |
| ----------- | ------ | ---------- |
| Мунтари 12’ | Детаљи |            |

| Катар                     | 2:1    | Азербејџан          |
| ------------------------- | ------ | ------------------- |
| Ал Хеидос 55’ (пен.), 58’ | Детаљи | Шејдајев 16’ (пен.) |

| Катар       | 1:1    | Ирска     |
| ----------- | ------ | --------- |
| Мунтари 47’ | Детаљи | Маклин 4’ |

| Катар | 0:4    | Србија                                                    |
| ----- | ------ | --------------------------------------------------------- |
|       | Детаљи | Куки 2’ (аг.) · Јовић 18’ · Влаховић 60’ · Миленковић 85’ |

| Катар     | 1:3    | Португал                                       |
| --------- | ------ | ---------------------------------------------- |
| Хасан 61’ | Детаљи | Силва 23’ · Отавијо 24’ · Фернандес 88’ (пен.) |

| Луксембург | 1:1    | Катар     |
| ---------- | ------ | --------- |
| Санчез 31’ | Детаљи | Ахмед 43’ |

| Португал                            | 3:0    | Катар |
| ----------------------------------- | ------ | ----- |
| Роналдо 37’ · Фонте 48’ · Силва 90’ | Детаљи |       |

| Ирска                                   | 4:0    | Катар |
| --------------------------------------- | ------ | ----- |
| Робинсон 4’, 13’ (пен.), 53’ · Дафи 59’ | Детаљи |       |

| Србија                                                        | 4:0    | Катар |
| ------------------------------------------------------------- | ------ | ----- |
| Лукић 45+2’ · Јовић 51’ · Влаховић 53’ · Милинковић-Савић 83’ | Детаљи |       |

| Азербејџан               | 2:2    | Катар        |
| ------------------------ | ------ | ------------ |
| Махмудов 37’ (пен.), 67’ | Детаљи | Али 23’, 78’ |

## Стрелци
8 голова
| - Александар Митровић |

6 голова
| - Кристијано Роналдо |

5 голова
| - Жерсон Родригез |

4 гола
| - Емин Махмудов | - Диого Жота | - Душан Влаховић |

3 гола
| - Калум Робинсон |

2 гола
| - Чидози Огбен - Шејн Дафи | - Жоао Палиња | - Душан Тадић |

1 гол
| - Азер Салахли - Михаел Пинто - Оливје Тил - Себастијен Тил - Алан Браун | - Џејмс Колинс - Џон Еган - Андре Силва - Бернардо Силва - Бруно Фернандес | - Ренато Саншес - Никола Миленковић - Сергеј Милинковић-Савић - Филип Костић |

Аутогол
| - Максим Медведев (против Португала) - Максим Шено (против Србије) - Никола Миленковић (против Ирске) |